# On Air
On Air — альбом-збірка британського рок-гурту «Queen». Він вийшов в листопаді 2016 року в форматі дводискового CD, шестидисковому CD-форматі «делюкс» і у вигляді вінилу з трьох LP. Дводисковий формат містить повні сесії гурту в студії «BBC»; шестидисковий формат додатково містить диск з кількома піснями з трьох живих концертів, що охоплюють період з 1973-го по 1986 рік, і три диска з різними інтерв'ю, що транслювалися на «Capital Radio» і «BBC Radio 1».

## Трек-лист

### 2 CD видання: комплект BBC-сесій
| Диск перший | Диск перший                                           | Диск перший     | Диск перший |
| #           | Назва                                                 | Автор           | Тривалість  |
| ----------- | ----------------------------------------------------- | --------------- | ----------- |
| 1.          | «My Fairy King» (Сесія 1: 5 лютого 1973)              | Фредді Мерк'юрі | 4:08        |
| 2.          | «Keep Yourself Alive» (Сесія 1: 5 лютого 1973)        | Браян Мей       | 3:49        |
| 3.          | «Doing All Right» (Сесія 1: 5 лютого 1973)            | Мей, Стаффелл   | 4:13        |
| 4.          | «Liar» (Сесія 1: 5 лютого 1973)                       | Мерк'юрі        | 6:30        |
| 5.          | «See What a Fool I've Been» (Сесія 2: 25 липня 1973)  | Мей             | 4:21        |
| 6.          | «Keep Yourself Alive» (Сесія 2: 25 липня 1973)        | Мей             | 3:50        |
| 7.          | «Liar» (Сесія 2: 25 липня 1973)                       | Мерк'юрі        | 6:29        |
| 8.          | «Son and Daughter» (Сесія 2: 25 липня 1973)           | Мей             | 6:03        |
| 9.          | «Ogre Battle» (Сесія 3: 3 грудня 1973)                | Мерк'юрі        | 4:40        |
| 10.         | «Modern Times Rock 'n' Roll» (Сесія 3: 3 грудня 1973) | Роджер Тейлор   | 2:02        |
| 11.         | «Great King Rat» (Сесія 3: 3 грудня 1973)             | Мерк'юрі        | 5:57        |
| 12.         | «Son and Daughter» (Сесія 3: 3 грудня 1973)           | Мей             | 7:08        |
| 59:10       |                                                       |                 |             |

| Диск другий | Диск другий                                           | Диск другий | Диск другий |
| #           | Назва                                                 | Автор       | Тривалість  |
| ----------- | ----------------------------------------------------- | ----------- | ----------- |
| 1.          | «Modern Times Rock 'n' Roll» (Сесія 4: 3 квітня 1974) | Тейлор      | 2:46        |
| 2.          | «Nevermore» (Сесія 4: 3 квітня 1974)                  | Мерк'юрі    | 1:29        |
| 3.          | «White Queen (As It Began)» (Сесія 4: 3 квітня 1974)  | Мей         | 4:54        |
| 4.          | «Now I'm Here» (Сесія 5: 16 жовтня 1974)              | Мей         | 4:18        |
| 5.          | «Stone Cold Crazy» (Сесія 5: 16 жовтня 1974)          | Queen       | 2:17        |
| 6.          | «Flick of the Wrist» (Сесія 5: 16 жовтня 1974)        | Мерк'юрі    | 3:26        |
| 7.          | «Tenement Funster» (Сесія 5: 16 жовтня 1974)          | Тейлор      | 3:00        |
| 8.          | «We Will Rock You» (Сесія 6: 28 жовтня 1977)          | Мей         | 1:35        |
| 9.          | «We Will Rock You (fast)» (Сесія 6: 28 жовтня 1977)   | Мей         | 2:46        |
| 10.         | «Spread Your Wings» (Сесія 6: 28 жовтня 1977)         | Джон Дікон  | 5:24        |
| 11.         | «It's Late» (Сесія 6: 28 жовтня 1977)                 | Мей         | 6:36        |
| 12.         | «My Melancholy Blues» (Сесія 6: 28 жовтня 1977)       | Мерк'юрі    | 3:11        |
| 41:42       |                                                       |             |             |

### 6 CD делюкс-видання
Примітка: навіть попри те, що диск перший та диск другий мають той же трек-лист, що і дводисковий формат, вони відтворюють ді-джеївське звучання після пісень, які не вказані у дводисковому форматі.
| Диск перший: BBC-сесії | Диск перший: BBC-сесії                                | Диск перший: BBC-сесії | Диск перший: BBC-сесії |
| #                      | Назва                                                 | Автор                  | Тривалість             |
| ---------------------- | ----------------------------------------------------- | ---------------------- | ---------------------- |
| 1.                     | «My Fairy King» (Сесія 1: 5 лютого 1973)              | Фредді Мерк'юрі        | 4:17                   |
| 2.                     | «Keep Yourself Alive» (Сесія 1: 5 лютого 1973)        | Браян Мей              | 3:53                   |
| 3.                     | «Doing All Right» (Сесія 1: 5 лютого 1973)            | Мей, Тім Стаффелл      | 4:17                   |
| 4.                     | «Liar» (Сесія 1: 5 лютого 1973)                       | Мерк'юрі               | 6:38                   |
| 5.                     | «See What a Fool I've Been» (Сесія 2: 25 липня 1973)  | Мей                    | 4:28                   |
| 6.                     | «Keep Yourself Alive» (Сесія 2: 25 липня 1973)        | Мей                    | 3:56                   |
| 7.                     | «Liar» (Сесія 2: 25 липня 1973)                       | Мерк'юрі               | 6:37                   |
| 8.                     | «Son and Daughter» (Сесія 2: 25 липня 1973)           | Мей                    | 6:14                   |
| 9.                     | «Ogre Battle» (Сесія 3: 3 грудня 1973)                | Мерк'юрі               | 4:48                   |
| 10.                    | «Modern Times Rock 'n' Roll» (Сесія 3: 3 грудня 1973) | Роджер Тейлор          | 2:06                   |
| 11.                    | «Great King Rat» (Сесія 3: 3 грудня 1973)             | Мерк'юрі               | 5:57                   |
| 12.                    | «Son and Daughter» (Сесія 3: 3 грудня 1973)           | Мей                    | 7:17                   |
| 1:00:28                |                                                       |                        |                        |

| Диск другий | Диск другий                                           | Диск другий | Диск другий |
| #           | Назва                                                 | Автор       | Тривалість  |
| ----------- | ----------------------------------------------------- | ----------- | ----------- |
| 1.          | «Modern Times Rock 'n' Roll» (Сесія 4: 3 квітня 1974) | Тейлор      | 2:53        |
| 2.          | «Nevermore» (Сесія 4: 3 квітня 1974)                  | Мерк'юрі    | 1:30        |
| 3.          | «White Queen (As It Began)» (Сесія 4: 3 квітня 1974)  | Мей         | 5:00        |
| 4.          | «Now I'm Here» (Сесія 5: 16 жовтня 1974)              | Мей         | 4:25        |
| 5.          | «Stone Cold Crazy» (Сесія 5: 16 жовтня 1974)          | Queen       | 2:18        |
| 6.          | «Flick of the Wrist» (Сесія 5: 16 жовтня 1974)        | Мерк'юрі    | 3:31        |
| 7.          | «Tenement Funster» (Сесія 5: 16 жовтня 1974)          | Тейлор      | 3:16        |
| 8.          | «We Will Rock You» (Сесія 6: 28 жовтня 1977)          | Мей         | 1:35        |
| 9.          | «We Will Rock You (fast)» (Сесія 6: 28 жовтня 1977)   | Мей         | 2:51        |
| 10.         | «Spread Your Wings» (Сесія 6: 28 жовтня 1977)         | Джон Дікон  | 5:32        |
| 11.         | «It's Late» (Сесія 6: 28 жовтня 1977)                 | Мей         | 6:37        |
| 12.         | «My Melancholy Blues» (Сесія 6: 28 жовтня 1977)       | Мерк'юрі    | 3:15        |
| 42:43       |                                                       |             |             |

| Диск третій: Queen у прямому ефірі | Диск третій: Queen у прямому ефірі                                                            | Диск третій: Queen у прямому ефірі | Диск третій: Queen у прямому ефірі |
| #                                  | Назва                                                                                         | Автор                              | Тривалість                         |
| ---------------------------------- | --------------------------------------------------------------------------------------------- | ---------------------------------- | ---------------------------------- |
| 1.                                 | «Procession» (Golders Green Hippodrome, Лондон, Англія, 13 вересня 1973)                      | Мей                                | 1:41                               |
| 2.                                 | «Father to Son» (Golders Green Hippodrome, Лондон, Англія, 13 вересня 1973)                   | Мей                                | 5:29                               |
| 3.                                 | «Son and Daughter» (Golders Green Hippodrome, Лондон, Англія, 13 вересня 1973)                | Мей                                | 3:44                               |
| 4.                                 | «Guitar Solo» (Golders Green Hippodrome, Лондон, Англія, 13 вересня 1973)                     | Мей                                | 1:25                               |
| 5.                                 | «Son and Daughter (Reprise)» (Golders Green Hippodrome, Лондон, Англія, 13 вересня 1973)      | Мей                                | 2:08                               |
| 6.                                 | «Ogre Battle» (Golders Green Hippodrome, Лондон, Англія, 13 вересня 1973)                     | Мерк'юрі                           | 5:22                               |
| 7.                                 | «Liar» (Golders Green Hippodrome, Лондон, Англія, 13 вересня 1973)                            | Мерк'юрі                           | 7:27                               |
| 8.                                 | «Jailhouse Rock» (Golders Green Hippodrome, Лондон, Англія, 13 вересня 1973)                  | Джеррі Лайбер, Майк Столлер        | 1:07                               |
| 9.                                 | «Intro» (Estádio do Morumbi, Сан-Пауло, Бразилія, 20 березня 1981)                            | Тейлор                             | 0:26                               |
| 10.                                | «We Will Rock You (fast)» (Estádio do Morumbi, Сан-Пауло, Бразилія, 20 березня 1981)          | Мей                                | 3:02                               |
| 11.                                | «Let Me Entertain You» (Estádio do Morumbi, Сан-Пауло, Бразилія, 20 березня 1981)             | Мерк'юрі                           | 3:26                               |
| 12.                                | «I'm in Love with My Car» (Estádio do Morumbi, Сан-Пауло, Бразилія, 20 березня 1981)          | Тейлор                             | 2:09                               |
| 13.                                | «Alright Alright» (Estádio do Morumbi, Сан-Пауло, Бразилія, 20 березня 1981)                  | Queen                              | 2:39                               |
| 14.                                | «Dragon Attack» (Estádio do Morumbi, Сан-Пауло, Бразилія, 20 березня 1981)                    | Мей                                | 3:27                               |
| 15.                                | «Now I'm Here (Reprise)» (Estádio do Morumbi, Сан-Пауло, Бразилія, 20 березня 1981)           | Мей                                | 1:50                               |
| 16.                                | «Love of My Life» (Estádio do Morumbi, Сан-Пауло, Бразилія, 20 березня 1981)                  | Мерк'юрі                           | 4:39                               |
| 17.                                | «A Kind of Magic» (Maimarktgelände, Маннхайм, Німеччина, 21 червня 1986)                      | Тейлор                             | 6:25                               |
| 18.                                | «Vocal Improvisation» (Maimarktgelände, Маннхайм, Німеччина, 21 червня 1986)                  | Мерк'юрі                           | 1:03                               |
| 19.                                | «Under Pressure» (Maimarktgelände, Маннхайм, Німеччина, 21 червня 1986)                       | Queen, Девід Бові                  | 3:38                               |
| 20.                                | «Is This the World We Created...?» (Maimarktgelände, Маннхайм, Німеччина, 21 червня 1986)     | Мерк'юрі, Мей                      | 2:49                               |
| 21.                                | «(You're So Square) Baby I Don't Care» (Maimarktgelände, Маннхайм, Німеччина, 21 червня 1986) | Лайбер, Столлер                    | 1:27                               |
| 22.                                | «Hello Mary Lou (Goodbye Heart)» (Maimarktgelände, Маннхайм, Німеччина, 21 червня 1986)       | Джин Пітні                         | 1:39                               |
| 23.                                | «Crazy Little Thing Called Love» (Maimarktgelände, Маннхайм, Німеччина, 21 червня 1986)       | Мерк'юрі                           | 4:55                               |
| 24.                                | «God Save the Queen» (Maimarktgelände, Маннхайм, Німеччина, 21 червня 1986)                   | народна, аранжування Мея           | 1:21                               |
| 1:13:18                            |                                                                                               |                                    |                                    |

| Диск четвертий: Queen у прямому ефірі: інтерв'ю (1976–1980) | Диск четвертий: Queen у прямому ефірі: інтерв'ю (1976–1980)                                           | Диск четвертий: Queen у прямому ефірі: інтерв'ю (1976–1980) |
| #                                                           | Назва                                                                                                 | Тривалість                                                  |
| ----------------------------------------------------------- | --- | ----------------------------------------------------------- |
| 1.                                                          | «Фредді з Кенні Евереттом, ‘A Day at the Races’ альбом, листопад 1976» (Трансляція на Capital Radio)  | 15:57                                                       |
| 2.                                                          | «Інтерв'ю Queen з Томом Брауном, ‘News of the World’ альбом, Різдво 1977» (Трансляція на BBC Radio 1) | 40:34                                                       |
| 3.                                                          | «Роджер з Річардом Скіннером, ‘Live Killers’ альбом, червень 1979» (Трансляція на BBC Radio 1)        | 4:32                                                        |
| 4.                                                          | «Роджер з Томмі Венсом, ‘Flash Gordon’ альбом і фільм, грудень 1980» (Трансляція на BBC Radio 1)      | 5:53                                                        |
| 5.                                                          | «Рой Томас Бейкер ‘Продюсер звукозапису’» (Трансляція на BBC Radio 1)                                 | 10:36                                                       |
| 1:17:32                                                     | |                                                             |

| Диск п'ятий: Queen у прямому ефірі: інтерв'ю (1980–1986) | Диск п'ятий: Queen у прямому ефірі: інтерв'ю (1980–1986)                                                                       | Диск п'ятий: Queen у прямому ефірі: інтерв'ю (1980–1986) |
| #                                                        | Назва | Тривалість                                               |
| -------------------------------------------------------- | --- | -------------------------------------------------------- |
| 1.                                                       | «Інтерв'ю Джона, South American tour, березень 1981» (Трансляція на BBC Radio 1)                                               | 2:26                                                     |
| 2.                                                       | «Браян на ‘Rock On’ з Джоном Тоблером, ‘Hot Space’ альбом, червень 1982» (Трансляція на BBC Radio 1)                           | 11:08                                                    |
| 3.                                                       | «Браян на ‘Saturday Live’ з Річардом Скіннером і Енді Фостером, ‘The Works’ альбом, березень 1984» (Трансляція на BBC Radio 1) | 11:46                                                    |
| 4.                                                       | «Фредді на ‘Newsbeat’, The Works Tour, серпень 1984» (Трансляція на BBC Radio 1)                                               | 2:34                                                     |
| 5.                                                       | «Браян на ‘Newsbeat’, ‘The Works’ альбом, вересень 1984» (Трансляція на BBC Radio 1)                                           | 2:47                                                     |
| 6.                                                       | «Фредді на ‘Saturday Live’ з Грехемом Нілом, ‘The Works’ альбом, вересня 1984» (Трансляція на BBC Radio 1)                     | 5:14                                                     |
| 7.                                                       | «Фредді з Саймоном Бейтсом, квітень 1985» (Трансляція на BBC Radio 1)                                                          | 28:51                                                    |
| 8.                                                       | «Браян на ‘The Way It Is’ з Девідом ‘Кідом’ Дженсеном. Стадіон Вемблі, Лондон, липень 1986» (Трансляція на Capital Radio)      | 4:39                                                     |
| 1:09:25                                                  | |                                                          |

| Диск шостий: Queen у прямому ефірі: інтерв'ю (1986–1992) | Диск шостий: Queen у прямому ефірі: інтерв'ю (1986–1992)                                                        | Диск шостий: Queen у прямому ефірі: інтерв'ю (1986–1992) |
| #                                                        | Назва | Тривалість                                               |
| -------------------------------------------------------- | --- | -------------------------------------------------------- |
| 1.                                                       | «Інтерв'ю Роджера, ‘My Top Ten’ з Енді Піблсом, травень 1986» (Трансляція на BBC Radio 1)                       | 24:46                                                    |
| 2.                                                       | «‘Queen for an Hour’ інтерв'ю з Майком Рідом, ‘The Miracle’ альбом, травень 1989» (Трансляція на BBC Radio 1)   | 41:18                                                    |
| 3.                                                       | «Браян з Саймоном Бейтсом, ‘Freddie and Too Much Love Will Kill You’, серпень 1992» (Трансляція на BBC Radio 1) | 5:54                                                     |
| 4.                                                       | «Браян з Джонні Волкером, ‘Freddie and the Tribute Concert’, жовтень 1992» (Трансляція на BBC Radio 1)          | 2:51                                                     |
| 1:14:49                                                  | |                                                          |

## Чарти
| Чарт (2016)                     | Позиція |
| ------------------------------- | ------- |
| Австрія (Ö3 Austria)            | 60      |
| Бельгія (Ultratop Flanders)     | 65      |
| Бельгія (Ultratop Wallonia)     | 52      |
| Нідерланди (Album Top 100)      | 47      |
| Франція (SNEP)                  | 123     |
| Німеччина (Offizielle Top 100)  | 28      |
| Італія (FIMI)                   | 73      |
| Португалія (AFP)                | 27      |
| Шотландія (OCC)                 | 20      |
| Іспанія (PROMUSICAE)            | 32      |
| Швейцарія (Schweizer Hitparade) | 84      |
| Велика Британія (OCC)           | 25      |